# جوزيف بي. كيلر
جوزيف بي. كيلر (بالإنجليزية: Joseph B. Keeler) هو قسيس أمريكي، ولد في 8 سبتمبر 1855، وتوفي في 21 ديسمبر 1935.